# Queen's Club Championships 2025
I Queen's Club Championships 2025, ufficialmente HSBC Championships 2025 per motivi di sponsorizzazione, sono stati un torneo di tennis giocato sull'erba. Si è trattato della 131ª edizione del torneo facente parte dell'ATP Tour 500 nell'ambito dell'ATP Tour 2025 e la 82ª edizione del torneo femminile, rientrante dopo 51 anni e facente parte della categoria WTA 500 nell'ambito del WTA Tour 2025. Entrambe i tornei si sono giocati al Queen's Club di Londra, in Regno Unito; il torneo femminile dal 9 al 15 giugno 2025, quello maschile dal 16 al 22 giugno 2025 .
Quest'edizione, la prima che prevede il torneo femminile dopo oltre 50 anni, ha suscitato molte polemiche per il divario dei montepremi fra uomini e donne (la vincitrice del torneo femminile ha incassato meno di 1/3 della controparte maschile) a parità di categoria (entrambi classificati come 500).

## Partecipanti al singolare maschile

### Teste di serie
| Nazionalità | Giocatore      | Ranking* | Testa di serie |
| ----------- | -------------- | -------- | -------------- |
| Spagna      | Carlos Alcaraz | 2        | 1              |
| Regno Unito | Jack Draper    | 4        | 2              |
| Stati Uniti | Taylor Fritz   | 7        | 3              |
| Danimarca   | Holger Rune    | 9        | 4              |
| Australia   | Alex de Minaur | 10       | 5              |
| Stati Uniti | Ben Shelton    | 12       | 6              |
| Stati Uniti | Frances Tiafoe | 13       | 7              |
| Rep. Ceca   | Jakub Menšík   | 17       | 8              |

* Ranking al 9 giugno 2025.

#### Altri partecipanti
I seguenti giocatori hanno ricevuto una wildcard per il tabellone principale:
- Daniel Evans
- Billy Harris
- Cameron Norrie

I seguenti giocatori sono entrati in tabellone con il ranking protetto:
- Jenson Brooksby
- Reilly Opelka

I seguenti giocatori sono entrati nel tabellone principale passando dalle qualificazioni:

- Alex Bolt
- Mackenzie McDonald
- Corentin Moutet
- Aleksandar Vukic

I seguenti giocatori sono entrati in tabellone come lucky loser:
- Christopher O'Connell
- Arthur Rinderknech
- Adam Walton

### Ritiri
Prima del torneo
- Matteo Arnaldi → sostituito da  Christopher O'Connell
- Matteo Berrettini → sostituito da  Jenson Brooksby
- Alejandro Davidovich Fokina → sostituito da  Adam Walton
- Grigor Dimitrov → sostituito da  Arthur Rinderknech
- Sebastian Korda → sostituito da  Gabriel Diallo
- Nick Kyrgios → sostituito da  Gaël Monfils
- Lorenzo Musetti → sostituito da  Roberto Bautista Agut
- Tommy Paul → sostituito da  Camilo Ugo Carabelli

## Partecipanti al doppio maschile

### Teste di serie
| Nazione     | Giocatore        | Nazione     | Giocatore       | Ranking* | Testa di serie |
| ----------- | ---------------- | ----------- | --------------- | -------- | -------------- |
| El Salvador | Marcelo Arévalo  | Croazia     | Mate Pavić      | 2        | 1              |
| Finlandia   | Harri Heliövaara | Regno Unito | Henry Patten    | 7        | 2              |
| Regno Unito | Joe Salisbury    | Regno Unito | Neal Skupski    | 26       | 3              |
| Regno Unito | Julian Cash      | Regno Unito | Lloyd Glasspool | 27       | 4              |

* Ranking al 9 giugno 2025.

### Altri partecipanti
Le seguenti coppie di giocatori hanno ricevuto una wildcard per il tabellone principale:
- Jacob Fearnley /  Cameron Norrie
- David Stevenson /  Marcus Willis

La seguente coppia di giocatori è passata dalle qualificazioni:
- Rohan Bopanna /  Sander Gillé

Le seguenti coppie di giocatori sono entrate in tabellone come lucky loser:
- Yuki Bhambri /  Robert Galloway
- Daniel Evans /  Henry Searle

### Ritiri
Prima del torneo
- Grigor Dimitrov /  Jack Draper → sostituiti da  Hugo Nys /  Édouard Roger-Vasselin
- Taylor Fritz /  Tommy Paul → sostituiti da  Taylor Fritz /  Jiří Lehečka
- Marcel Granollers /  Horacio Zeballos → sostituiti da  Brandon Nakashima /  Frances Tiafoe
- Sebastian Korda /  Jordan Thompson → sostituiti da  Matthew Ebden /  Jordan Thompson
- Giovanni Mpetshi Perricard /  Lorenzo Musetti → sostituiti da  Giovanni Mpetshi Perricard /  Rajeev Ram

## Partecipanti al singolare femminile

### Teste di serie
| Nazionalità | Giocatrice         | Ranking* | Testa di serie |
| ----------- | ------------------ | -------- | -------------- |
| Cina        | Zheng Qinwen       | 7        | 1              |
| Stati Uniti | Madison Keys       | 8        | 2              |
| Stati Uniti | Emma Navarro       | 9        | 3              |
| Kazakistan  | Elena Rybakina     | 11       | 4              |
|             | Diana Šnajder      | 12       | 5              |
| Rep. Ceca   | Karolína Muchová   | 13       | 6              |
| Rep. Ceca   | Barbora Krejčiková | 15       | 7              |
| Stati Uniti | Amanda Anisimova   | 16       | 8              |

* Ranking al 26 maggio 2025.

#### Altri partecipanti
Le seguenti giocatrici hanno ricevuto una wildcard per il tabellone principale:
- Jodie Burrage
- Francesca Jones
- Sonay Kartal
- Emma Raducanu

La seguente giocatrice è entrata in tabellone con il ranking protetto:
- Petra Kvitová

Le seguenti giocatrici sono entrate nel tabellone principale passando dalle qualificazioni:

- Cristina Bucșa
- Maddison Inglis
- Tatjana Maria
- Ajla Tomljanovic
- Heather Watson
- Anastasija Zacharova

### Ritiri
Prima del torneo
- Anna Kalinskaja → sostituita da  McCartney Kessler
- Jessica Pegula → sostituita da  Rebecca Šramková

## Partecipanti al doppio femminile

### Teste di serie
| Nazione     | Giocatrice       | Nazione       | Giocatrice     | Ranking* | Testa di serie |
| ----------- | ---------------- | ------------- | -------------- | -------- | -------------- |
| Ucraina     | Ljudmyla Kičenok | Nuova Zelanda | Erin Routliffe | 14       | 1              |
| Kazakistan  | Anna Danilina    |               | Diana Šnajder  | 26       | 2              |
| Australia   | Ellen Perez      | Cina          | Zhang Shuai    | 27       | 3              |
| Stati Uniti | Asia Muhammad    | Paesi Bassi   | Demi Schuurs   | 34       | 4              |

* Ranking al 26 maggio 2025.

### Altri partecipanti
La seguente coppia di giocatrici ha ricevuto una wildcard per il tabellone principale:
- Jodie Burrage /  Sonay Kartal

## Campioni

### Singolare maschile
Carlos Alcaraz ha sconfitto in finale  Jiří Lehečka con il punteggio di 7-5, 6(5)-7, 6-2.
• È il ventunesimo titolo in carriera per Alcaraz, il quinto in stagione.

### Singolare femminile
Tatjana Maria ha sconfitto in finale  Amanda Anisimova con il punteggio di 6-3, 6-4.

### Doppio maschile
Julian Cash /  Lloyd Glasspool hanno sconfitto in finale  Nikola Mektić /  Michael Venus con il punteggio di 6-3, 6(5)-7, [10-6].

### Doppio femminile
Asia Muhammad /  Demi Schuurs hanno sconfitto in finale  Anna Danilina /  Diana Šnajder con il punteggio di 7-5, 6(3)-7, [10-4].